# P-cresolo
Il p-cresolo (nome IUPAC 4-metilfenolo) è un composto organico di formula CH3C6H4(OH) che si presenta come un solido incolore, ampiamente utilizzato come intermedio nella sintesi di altri composti. In questo composto il gruppo metile si trova in posizione para rispetto all'ossidrile e pertanto, oltre ad essere un derivato del fenolo, questo composto è anche un isomero dell'o-cresolo e del m-cresolo.
Assume una colorazione giallognola se lasciato troppo tempo esposto all'aria.

## Produzione
Insieme a molti altri composti, il para-cresolo viene convenzionalmente estratto dal catrame di carbone (coal tar), i materiali volatili ottenuti dalla tostatura del carbone nel processo di produzione industriale del coke. Questo residuo contiene una bassa percentuale in peso di fenolo e cresoli.
Attualmente il p-cresolo è preparato principalmente attraverso una via sintetica in due passaggi a partire da toluene.
CH3C6H5  +  H2SO4   →   CH3C6H4SO3H  +  H2O (reazione di solfonazione, una sostituzione elettrofila aromatica)
Infine un'idrolisi basica del sale solfonato fornisce il sale di sodio del cresolo:
CH3C6H4SO3Na  +  2 NaOH   →   CH3C6H4OH  +  Na2SO3  +  H2O
Altri metodi includono la clorurazione del toluene seguita da idrolisi.
Nel processo cimene-cresolo, il fenolo viene alchilato con propilene per dare il p-cimene, che successivamente viene ossidativamente dealchilato.

## Impieghi
Il p-cresolo è utilizzato principalmente per la preparazione di antiossidanti, per esempio il BHT (butilidrossitoluene). I derivati monoalchilati vanno incontro ad accoppiamento (coupling) per dare una grande varietà di antiossidanti molto apprezzati data la ridotta tossicità e in particolare il fatto che non formano macchie.

## Disponibilità

### Nell'uomo
Nell'essere umano il p-cresolo è prodotto dalla fermentazione batterica di certe proteine nell'intestino largo. Viene poi escreto attraverso feci e urine, nonché attraverso il sudore dove si dimostra una sostanza in grado di attrarre le zanzare.
Il p-cresolo è anche un costituente del fumo di tabacco.

### In altre specie
Il p-cresolo è presente nell'odore emanato dai maiali.
Alcuni studi lo hanno rinvenuto anche in alcune sostanze secrete dagli elefanti.
Il p-cresolo è una delle poche sostanze in grado di attrarre l'ape delle orchidee Euglossa cyanura e pertanto si utilizza per catturare e studiare il comportamento e le caratteristiche di tale insetto.

## Tossicità[3]
È corrosivo sulla pelle e sulle mucose e provoca seri danni alla vista se entra in contatto con gli occhi. In caso di ingestione, la forte corrosione della cavità orale che ne deriva può, in ultima analisi, trasformarsi in perforazione dell'esofago e dello stomaco.
Il p-cresolo è presente come microinquinante nell'ambiente (una fonte, già citata, è il fumo di tabacco) e in sé non rappresenta un rischio per la popolazione sebbene siano molteplici i fattori di esposizione al reagente.
A livello ambientale la sostanza si dimostra biodegradabile ma tossica per la fauna acquatica. Non va quindi disperso nell'ambiente e per il suo smaltimento deve essere contattato un ente specifico.